# Kanacea
Kanacea is een eiland in de Lau-archipel in Fiji, 15 km ten westen van Vanua Balavu. Het heeft een oppervlakte van 13 km² en het hoogste punt is 259 m. Het eiland is privébezit.